# Litometeoros

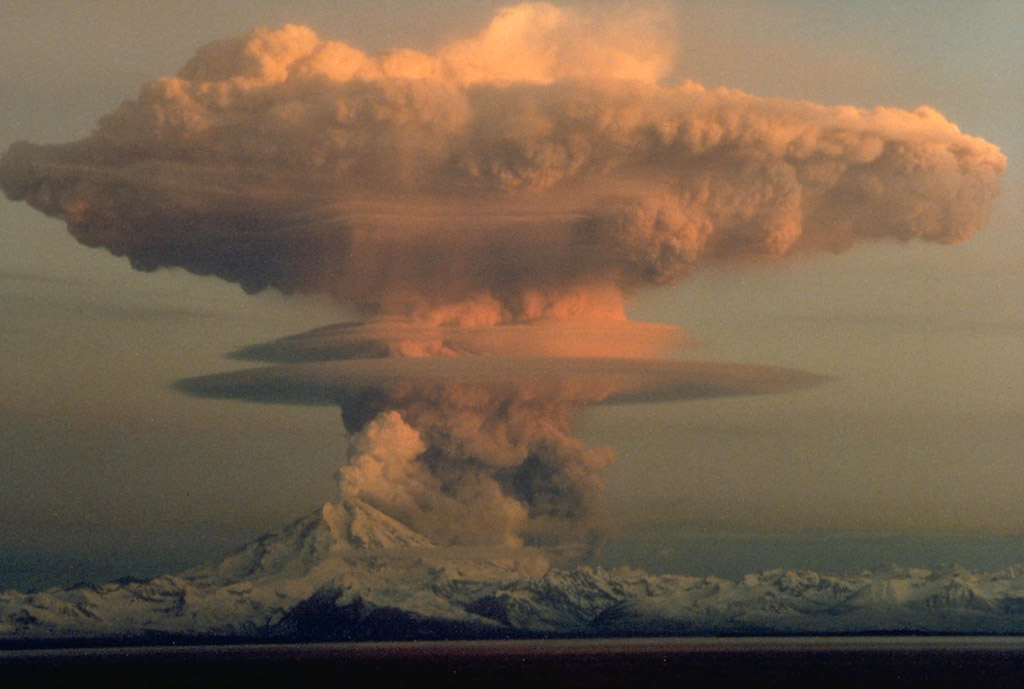
Gran nube de cenizas del volcán Monte Redoubt.

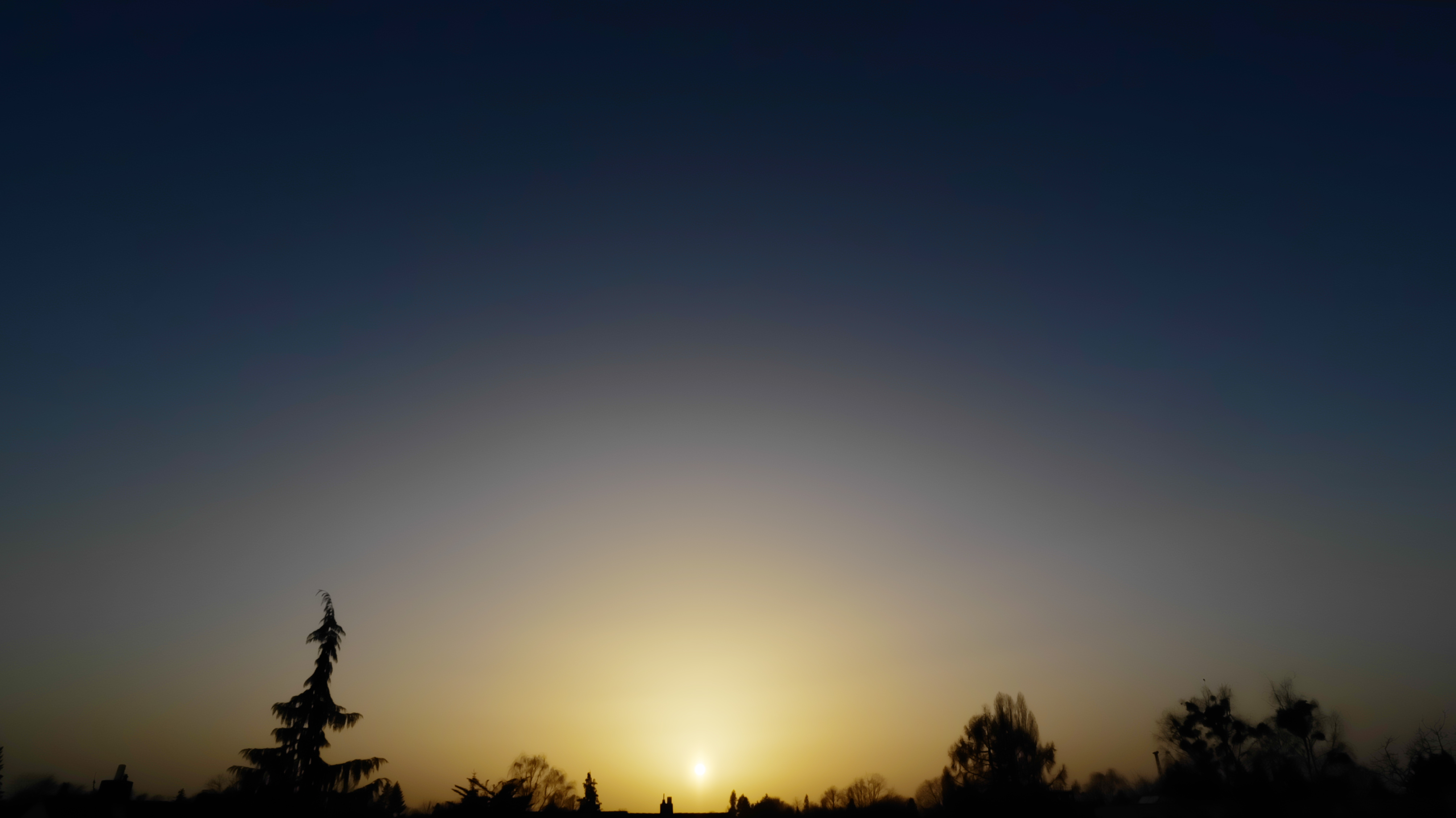
Litometeoro al atardecer en Berlín el 25 de febrero de 2021, cielo sin nubes con polvo sahariano.

Los litometeoros son fenómenos atmosféricos que se observan tanto en la superficie terrestre como en el cielo y se estudian en el campo de la meteorología.El término proviene del griego antiguo: "lito" (λίθος), que significa "piedra" (incluyendo partículas finas como arena y polvo), y "meteoro" (μετέωρος), que se refiere a algo que "flota en el aire". A diferencia de los electrometeoros, hidrometeoros y fotometeoros, los litometeoros están formados por partículas en suspensión que no están compuestas principalmente de agua.Estas partículas, cuando no contienen o casi no contienen agua, se conocen como aerosoles.
Entre los fenómenos que se consideran litometeoros se incluyen:
- Nube de ceniza
- Humo
- Tormenta de polvo
- Calima
- Tornado